# ایتال‌دیزاین
ایتال‌دیزاین (به انگلیسی: Italdesign Giugiaro) شرکت مهندسی و طراحی ایتالیایی است، که دفتر مرکزی آن در شهر مونکالیری، ایتالیا قرار دارد.
این شرکت در سال ۱۹۶۸ توسط جورجتو جوجارو و آلدو مانتووانی تأسیس شد. شرکت ایتال‌دیزاین به‌دلیل طراحی خودروهایش در صنعت خودروسازی بسیار مشهور است. این شرکت همچنین خدماتی چون مدیریت پروژه، طراحی صنعتی، بسته‌بندی، خدمات مهندسی، مدل‌سازی، نمونه‌سازی، کنترل کیفیت و تستینگ را به کارخانجات سراسر جهان ارائه می‌نماید.
در سال ۲۰۱۰ شمار کارکنان ایتال‌دیزاین بیش از ۸۰۰ نفر بود. در ۹ اوت ۲۰۱۰ اکثریت سهام شرکت ایتال‌دیزاین (۹۰٫۱٪ درصد) توسط یکی از زیرمجموعه‌های آئودی؛ یعنی شرکت خودروسازی لامبورگینی خریداری شد و پس از آن در سال ۲۰۱۶ تمام سهام آن به لامبورگینی فروخته شد.

## خودروهای طراحی شده
در زیر فهرست برخی از خودروهایی که توسط ایتال‌دیزاین طراحی شده‌اند، ذکر شده است.
- آلفارومئو ۱۵۹
- آلفارومئو آلفاسود
- آلفارومئو آلفتا
- آلفارومئو بررا
- آلفارومئو سیگرا
- آئودی ۸۰
- ب‌ام‌و ام۱
- بریلیانس بی‌اس۶
- بوگاتی ای‌بی۱۱۸
- بوگاتی ای‌بی۲۱۸
- بوگاتی ۱۸/۳ شیرون
- تیبا
- شورلت آویو
- شورلت کوروت
- دوو کالوس
- دوو لاستی
- دوو لانوس
- دوو لگانزا
- دلورین دی‌ام‌سی-۱۲
- فیات ۸۵۰
- فیات کروما
- فیات آیدیا
- فیات پاندا
- فیات پونتو
- فیات سدیچی
- فیات اونو
- فورد موستانگ
- هیوندایی اکسل
- هیوندایی پونی
- هیوندایی سوناتا
- هیوندایی استلر
- ایسوزو جمینی
- ایسوزو پیا
- اویکو مسیف
- لانچیا مگاگاما
- لوتوس اسپریت
- مازراتی ۳۲۰۰ جی‌تی
- مازراتی کوپه
- مازراتی کواتروپورو
- موریس ایتال
- ساب ۹۰۰۰
- رنو ۲۱
- رنو ۱۹
- سیات ایبیزا
- سیات مالگا
- سیات تولدو
- سیات ایبیزا
- سیات کوردوبا
- سانگ‌یانگ کوراندو
- سانگ‌یانگ رکستون
- سوبارو آلسیون اس‌وی‌ایکس
- سوزوکی اس‌ایکس۴
- سوزوکی ایکس-۹۰
- لکسوس جی‌اس
- فولکس‌واگن پاسات
- زاستاوا کورال
- زاستوا فلوریدا